# The Simpsons: Cartoon Studio
The Simpsons: Cartoon Studio — компьютерная программа, созданная по мотивам мультсериала «Симпсоны». Выпущена для Microsoft Windows и Mac в 1996 году Fox Interactive. Она позволяет пользователям создавать свои собственные мультфильмы, используя персонажей, звуки, музыку и места из мультсериала «Симпсоны». Актёры, озвучивавшие героев в сериале, также записали свои голоса для программы. The Simpsons: Cartoon Studio получила в целом положительные отзывы.

## Геймплей
The Simpsons: Cartoon Studio является программой для создания мультфильмов с использованием персонажей, звуков, музыки и мест из американского мультсериала «Симпсоны». Для создания мультфильма сначала нужно выбрать фон, затем вставить персонажей, реквизит и спецэффекты, и после этого добавить диалог, звуковые эффекты и музыку. Программа позволяет пользователям отправлять готовые мультфильмы друзьям через электронную почту, или сохранить их на жёсткий диск или дискету.
Всего для выбора есть 17 персонажей, 50 специальных эффектов, 270 опор и 35 фонов, с тысячами индивидуальных рисованных карикатур. У каждого персонажа есть набор действий, например, Гомер может ползать, ездить на трубе, бежать, кричать, в то время как Барт может работать, споткнуться, кататься на скейтборде и делать граффити. Обои включают изображение Спрингфилдской АЭС, комнаты Барта, реквизит включает в себя таблицы, блендер и трёхглазую рыбу Блинки.

## Разработка
The Simpsons: Cartoon Studio была выпущена для компьютеров, поддерживающие операционные системы Microsoft Windows и Mac, в середине 1996 года. Игра была разработана и выпущена Fox Interactive, и использует улучшенную версию интерфейса из Felix the Cat’s Cartoon Toolbox, который был разработан Big Top Productions. Диалоги в программе были представлены актёрами из мультсериала.

## Оценки и мнения
Критики в целом положительно оценили программу, и вызвала общественный резонанс после выхода. Обозреватель из The Palm Beach Post писал, что в программе трудно создать мультфильм: «расслоение персонажей, реквизит, звуковые эффекты и диалог в бесшовной анимации — задача не из лёгких, и вы сможете потратить большую часть времени с этого компакт-диска, прежде чем вы будете готовы к премьере собственного эпизода Симпсонов. Это удивительно универсальная программа, оказывается, благодаря которой можно сделать отлично выглядевшие мультфильмы». Кроме того, Джейн Клиффорд из The San Diego Union-Tribune назвал игру «довольно сложным продуктом», производящие профессиональные мультфильмы. Бенджамин Свэткей из Entertainment Weekly дал игре рейтинг B +, отметив, что созданные мультфильмы «могут быть интересными, но они мешают сделать свой собственный жанр фильма, так как игра имеет ограниченное количество голосовых диалогов („Хэй, Карамба“, „Ммм… пончики“, и около 50 вариаций произношения „Барт!“), ваш выбор ограничен обычной шалостью, оплошностями, и броскими фразами. Тем не менее, как сказал бы Гомер, The Simpsons: Cartoon Studio больше „Вуухуу!“, чем „Д’оу!“».